# Opiaceu
Opiaceele sunt alcaloizii naturali sau preparatele farmaceutice care conțin sau provin din opiu, din capsula imatură de Papaver somniferum. Macul opiaceu conține ca. 25 % din acest alcaloid. Principalele substanțe care provin din opiu enumerați după concentrație sunt: morfina (10 %), codeina (0,5 %), și tebaina (0,2 %). Din grupa fenantrenelor sunt:  Noscapina (6 %), Papaverina (0,8-1 %) și Narceina (0,3 %).
Spre deosebire de opiacee, termenul de opioide face referire la toate substanțele și medicamentele care acționează la nivelul sinapsei opioidergice, fie agonist, fie antagonist.